# Логофет
Логофе́т (грец. λογοθέτης, лат. logotheta, італ. logoteta, рум. logofăt)  — державна посада у Візантії. Титул згодом з'явився на Заході, зокрема в Королівстві Сицилії.
Канцлер, голова господарської канцелярії, охоронець великої печатки, керівник межової справи в Молдовському князівстві та Волощини.

## Візантійські логофети
- Дромологофет (λογοθέτης τοῦ δρόμου) — логофет пошт, відповідальний за імперську пошту, дипломатію і розвідку. У X—XI столітті носій цього титулу здійснював функції головного міністра імперії.
- Логофет генікону (Λογοθέτης τοῦ γενικοῦ) або (ὁ γενικός), який виконував функції міністра фінансів.
- Логофет Стратіотік (λογοθέτης τοῦ στρατιωτικοῦ), відповідальний за постачання візантійської армії, хоча точні його обов'язки не цілком ясні.
- Логофет стад (Λογοθέτης τῶν ἀγελῶν), який керував казенними маєтками (мітато) в західній Малій Азії, які постачали коней і мулів для армії і поштової служби.
- Логофет ейдік, який відповідав за імператорську скарбницю, мануфактури, склади і монополії. В епоху Римської імперії йому відповідав титул comes rerum privatarum.
- Логофет претор (Λογοθέτης τοῦ πραιτωρίου), один з двох головних помічників єпарха Константинополя.
- Логофет приватного майна.
- Великий логофет (Μέγας λογοθέτης), посаду спочатку з'явилася під назвою logothetēs tōn sekretōn в правління Олексія I Комніна для нагляду за іншими державними службами та координації їх діяльності.